# Patrick Lussier
Pour les articles homonymes, voir Lussier.
Patrick Lussier est un réalisateur et un monteur canadien spécialisé dans les films d'horreur.

## Filmographie

### Réalisateur
- 2000 : The Prophecy 3: The Ascent  (vidéo)
- 2000 : Dracula 2001
- 2003 : Dracula II : Ascension (vidéo)
- 2005 : Dracula III : Legacy (vidéo)
- 2007 : La Voix des morts : La Lumière
- 2009 : Meurtres à la St-Valentin 3D
- 2011 : Hell Driver 3D
- 2019 : Trick

### Monteur
- 1994 : Freddy sort de la nuit de Wes Craven
- 1996 : Scream de Wes Craven
- 1997 : Mimic de Guillermo del Toro
- 1997 : Scream 2 de Wes Craven
- 1998 : Halloween, 20 ans après de Steve Miner
- 2000 : Scream 3 de Wes Craven
- 2005 : Cursed de Wes Craven
- 2005 : Red Eye : Sous haute pression de Wes Craven
- 2008 : The Eye de David Moreau et Xavier Palud
- 2009 : Meurtres à la St-Valentin 3D de Patrick Lussier
- 2011 : Hell Driver 3D de Patrick Lussier
- 2011 : Apollo 18 de Gonzalo López-Gallego

### Scénariste
- 2015 : Terminator Genisys d'Alan Taylor